# Dolmen von Lo Pou
Der eingetiefte Dolmen von Lo Pou (auch Coffre de Lo Pou oder Cista de Lo Pou genannt) ist eine Steinkiste vom Typ Solsonès, nördlich von Eyne im Département Pyrénées-Orientales in Frankreich. Dolmen ist in Frankreich der Oberbegriff für neolithische Megalithanlagen aller Art (siehe: Französische Nomenklatur).
Er befindet sich auf 1587 m Höhe, westlich der Partida de la Llosa, und liegt 650 Meter südöstlich des Dolmen von La Borda oder Eyne 2. Die etwa quadratische Steinkiste von etwa 1,5 × 1,5 m hat zwei 20 bis 30 cm dicke Seitensteine, davon einer als deutlich höhere Endplatte und zwei Seiten aus Trockenmauerwerk.